# Valley Center (Kansas)
Pour les articles homonymes, voir Valley Center.
Valley Center est une municipalité américaine située dans le comté de Sedgwick au Kansas. Lors du recensement de 2010, sa population est de 6 822 habitants.

## Géographie
Valley Center fait partie de la banlieue nord de Wichita dans le sud du Kansas.
Selon le Bureau du recensement des États-Unis, la municipalité s'étend en 2010 sur une superficie de 6,96 mille carré (18,03 km2), exclusivement des terres.

## Histoire
Valley Center devient une municipalité le 29 septembre 1885. Elle doit son nom à sa situation dans la vallée de l'Arkansas.

## Démographie
La population de Valley Center est estimée à 7 300 habitants au 1er juillet 2017.
| Groupe          | Valley Center (2016) | Kansas (2017) | États-Unis (2017) |
| --------------- | -------------------- | ------------- | ----------------- |
| Blancs          | 96,9                 | 86,5          | 76,6              |
| Afro-Américains | 1,7                  | 6,2           | 13,4              |
| Amérindiens     | 0,4                  | 1,2           | 1,3               |
| Métis           | 0,4                  | 3,0           | 2,7               |
| Asiatiques      | 0,3                  | 3,1           | 5,8               |
|                 |                      |               |                   |
| Hispaniques     | 6,0                  | 11,9          | 18,1              |

Le revenu par habitant était en moyenne de 30 331 dollars par an entre 2012 et 2016, supérieur à la moyenne du Kansas (28 478 dollars) et à la moyenne nationale (29 829 dollars). Sur cette même période, 7,5 % des habitants de Valley Center vivaient sous le seuil de pauvreté (contre 12,1 % dans l'État et 12,7 % à l'échelle des États-Unis).